# Anafre

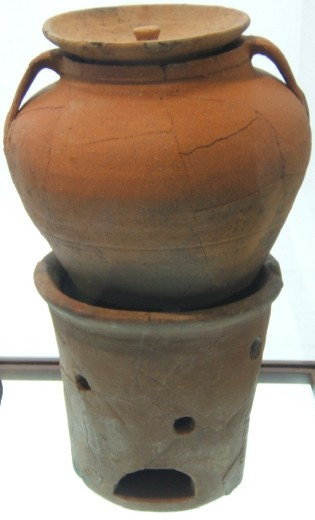
Marmita (olla de barro) con tapadera, sobre un anafre. Alfarería medieval andalusí, hacia el, en el Museo de Medina Azahara (Córdoba, España).

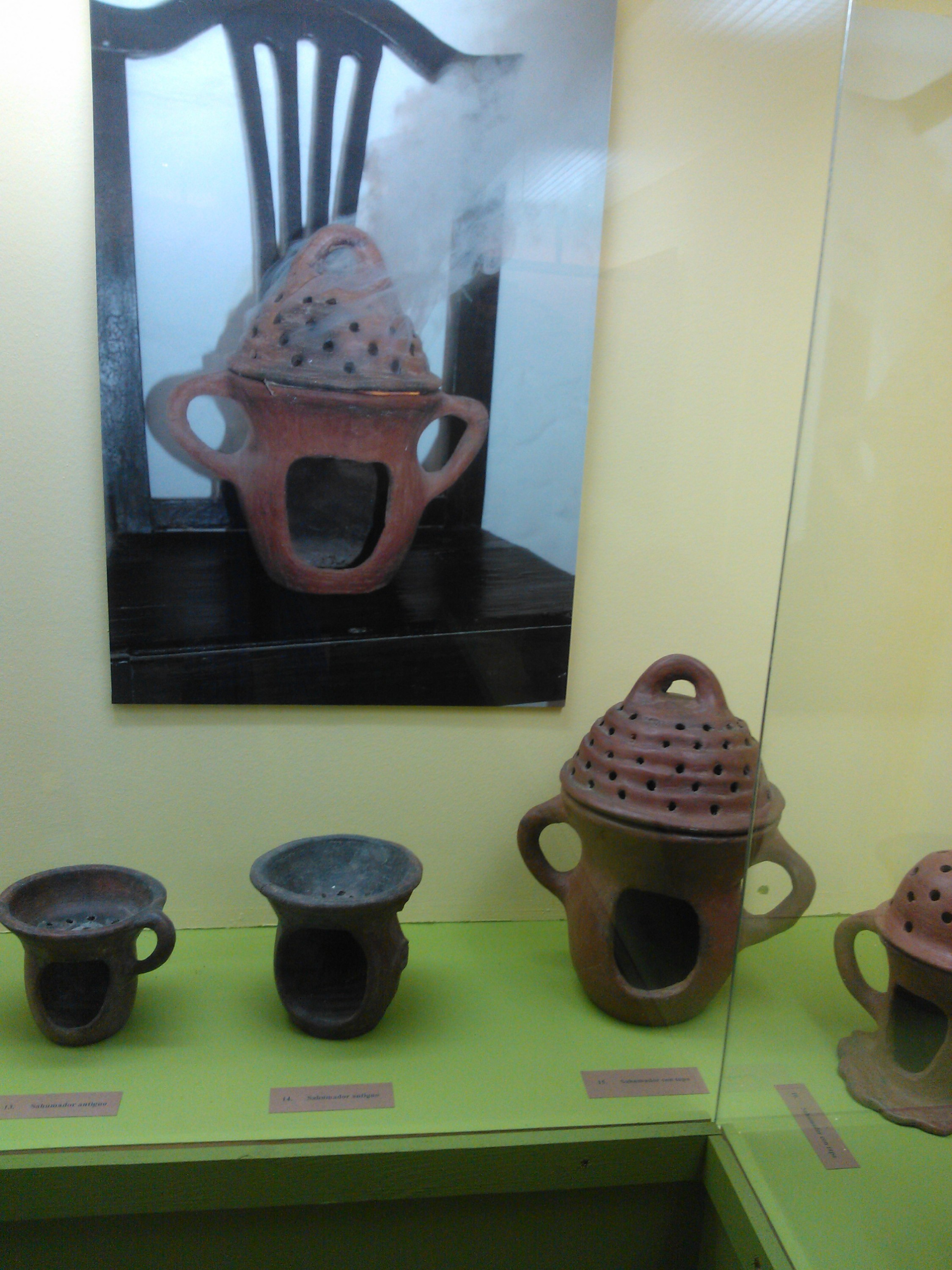
Varios modelos de anafes en el Centro Locero "La Atalaya", Santa Brígida (Gran Canaria), Islas Canarias.

Un anafre o anafe era un hornillo fabricado en barro o en metal, pensado para contener las brasas o ascuas que calentaban la olla, cazuela o sartén que contuviese los alimentos, conservándolos calientes. Una de sus propiedades era la de ser móvil y transportable. 
Morfológicamente es una pieza parabólica o troncocónica invertida, con dos asas, una base plana, y una característica abertura lateral, a modo de boca de horno de panadero.

## Etimologías
El DRAE propone su procedencia del árabe hispánico annáfiẖ, a su vez del árabe clásico nāfiẖ (soplador). 
Otros manuales dan como raíz posible «anaphus», bajo latín, y este del antiguo alto alemán hnap (vaso).

## Modelos alfareros
Los anafres o anafes de cerámica, según el modelo, pueden disponer de una división horizontal o carecer de ella; caso de tenerla, el espacio superior se llama brasero, sirve de soporte al recipiente que contenga la comida y tiene perforaciones en el suelo y las paredes. El espacio o departamento inferior del anafre se llama cenicero. También puede aparecer todo el conjunto denominado como fogón.

## En la literatura

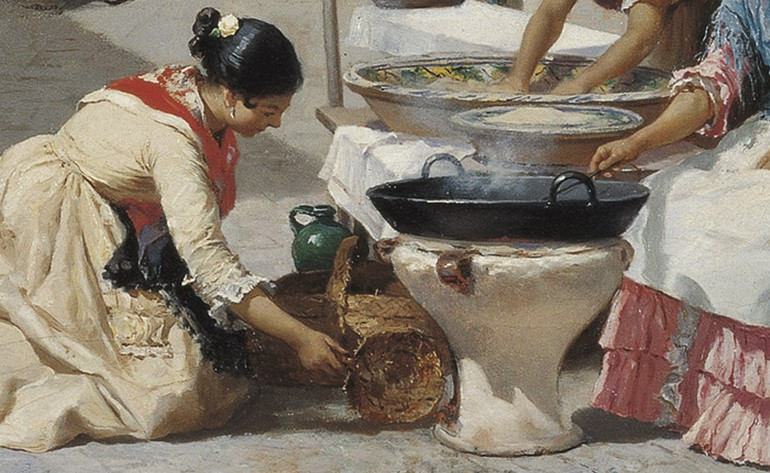
Loza popular andaluza en el cuadro Vendedoras de rosquillas en una calle de Sevilla (1880, detalle). En primer plano un gran anafre (con la paella de hierro encima y detrás los dos lebrillos, uno mediano que contiene la harina y otro grande donde se va haciendo la masa; en el suelo una botija perulera esmaltada en verde, conteniendo el aceite. La muchacha de la izquierda avivando el fogón con un aventador de esparto.

El literato español José Moreno Villa, en su Cornucopia de México, reflexionando sobre el espíritu viajero de las palabras, escribió este párrafo que explica la presencia del anafe, un objeto de origen islámico, en la vajilla doméstica de los más escondidos pueblos de la selva mesoamericana:

" Es curioso el fenómeno emigratorio de las palabras. «Anafe» y «albóndiga» emprenden el camino por la costa africana del Mediterráneo hacia occidente, se asientan en España, son incorporadas al idioma castellano y, ya cristianizadas, embarcan para América, cruzan el charco y se desparraman por los valles y cuencas de este continente. Ellas suben las alturas más bravías, penetran en los bosques más tupidos y las oímos hoy en la choza más humilde del rincón más apartado, en labios de origen azteca."
 Cornucopia de México (1940) José Moreno Villa

## En la Musica
El musico Peruano Arturo "Zambo" Cavero, en su album "Les Traemos... El Chacombo" en su titulo "El Chacombo"  menciona el uso de un «Anafre» para mantener el Chocolate el cual lo utilizaran en una fiesta"